# Peridot
Peridot je transparentni olivin. Koristi ga se kao drago kamenje.
Olivin je silikatni mineral koji sadrži magnezij, željezo, silicij i kisik. Formula je (Mg, Fe)2SiO4. Peridot je varijacija olivina bogata magnezijem (forsterit) pa mu se formula primiče Mg2SiO4.

## Izgled
Jedan je od malog broja dragulja koji se pojavljuju samo u jednoj boji, maslinastozelenoj. Intenzitet zelene ovosi o količini željeza koji je u kristalnoj strukturi, pa boja može varirati od žute preko maslinaste do smećkasto zelene. Najviše se cijeni tamnomaslinastozeleni peridoti.

### Geološka nalazišta
Olivin je uobičajeni mineral u mafitnim i ultarmafitnim stijenama. Zbog toga je čest u lavama i u peridotitnim ksenolitima Zemljina plašta koje magma nosi k površini. Peridoti koji su dovoljno kvalitetni da bi bili dragi kameni pojavljuju se samo u malom dijelu ovih i vrlo je rijedak, iako je olivin materijal kojeg ima u izobilju. Peridot također nalazimo u meteoritima. Nađeni su u pallasitnim meteoritima.
Peridot se vadi u Egiptu, SAD-u (Arkansas, Arizona u rezervatu San Carlos, Havaji, Nevada i Novi Meksiko u maarskom vulkanskom grotlu Kilbourne Hole), Australiji, Brazilu, Kini, Keniji, Meksiku, Mjanmaru (Burmi), Norveškoj, Pakistanu, Saudijskoj Arabiji, Južnoj Africi, Šri Lanci i Tanzaniji.

## Galerija slika
- Peridot s malo piroksena na vesikularnom bazaltu.
- Peridot iz rezervata San Carlos Apache u Arizoni.
- Maslinastozeleni peridot.
- Peridot s mlječikastim inkluzijama.

## Vanjske pozvenice
- Gemstone.org Peridot  Arhivirana inačica izvorne stranice od 5. veljače 2006. (Wayback Machine)
- USGS  Arhivirana inačica izvorne stranice od 21. prosinca 2018. (Wayback Machine)
- Emporia Edu  Arhivirana inačica izvorne stranice od 8. kolovoza 2011. (Wayback Machine)
- Florida U. - Peridot